# Dagmar Barrois
Dagmar Barrois, née Dagmar Empereur, le 4 mars 1944 à Vienne (Autriche), est une productrice de spectacles (théâtre), de films, de téléfilms et de vidéo-clips sous le nom de Dagmar Meyniel.
Elle est l'épouse de Claude Barrois, monteur, acteur et réalisateur français pour le cinéma et la télévision, mort en 2017.